# 久姆拉
久姆拉是尼泊爾的城市，位於該國西北部，由格爾納利省管轄，海拔高度2,514米，主要農產品是稻米，該市有機場設施，2001年人口2,476。